# Saint Mark (parish i Dominica)
Saint Mark är en parish i Dominica. Den ligger i den södra delen av landet, 10 km söder om huvudstaden Roseau. Antalet invånare är 1 904. Arean är 10,4 kvadratkilometer.
Terrängen i Saint Mark är lite kuperad.
Följande samhällen finns i Saint Mark:
- Soufrière